# Niphargus jaroschenkoi
Niphargus jaroschenkoi is een vlokreeftensoort uit de familie van de Niphargidae. De wetenschappelijke naam van de soort is voor het eerst geldig gepubliceerd in 1963 door Dedyu.